# Feu à volonté
Pour plus de détails, voir Fiche technique et Distribution.
Feu à volonté (titre original : Open Fire) est un thriller d'action américain réalisé par Kurt Anderson (en), sorti en directement en vidéo le 30 novembre 1994.
Écrit par Thomas Ritz et produit par Pierre David et Noël A. Zanitsch, le film met en vedette Jeff Wincott (en), Mimi Craven (de) et Patrick Kilpatrick. Le film a été tourné à Los Angeles en langue anglaise.

## Synopsis
Aux Philippines, le chef terroriste Kruger tue huit hommes et dérobe des armes pour six millions. Il est arrêté et emprisonné aux USA.
Jeff Wincott est agent du FBI. Il est suspendu du FBI, et devient agent de communication téléphonique bien que son père veuille le faire rentrer dans Markinsone Industrie, une entreprise de recyclage plastique contenant du chlore.
Les mercenaires de Kruger entrent dans Markinsone Industrie, et menacent de tuer les employés si Kruger n'est pas libéré. Bob McNeil le père d’Alec McNeil est un ouvrier de l’usine et fait partie des prisonniers.
Kruger est libéré et emmené à l'usine. Kruger demande 30 millions de dollars de diamants en échange de la libération des otages.
Kruger fait vider les réservoirs de chlore en le mélangeant à un DNT[Quoi ?] pour créer un nuage de gaz neurotoxique mortel sur Los Angeles. Le système explosif est relié à un détonateur.
Alec McNeil entre dans l’usine pour empêcher le chlore d’être libéré.
La police donne les diamants à Kruger qui ne libère que neuf otages car Kruger garde certains prisonniers comme Bob McNeil pour ne le libérer que seulement quand ils seront plus loin. Kruger s’échappe par les souterrains. Mais les mercenaires sont suivis par Alec McNeil qui les neutralise un par un jusqu’au dernier, Kruger qui retourne en prison.

## Fiche technique
- Photographie : Jürgen Baum
- Scénario : Jürgen Baum
- Musique : Richard Bowers et Meyer Shwarzstein
- Pays de production :  États-Unis
- Durée : 95 minutes (1 h 35 min)
- Dates de sortie :
  - Allemagne (Mission Open Fire)[1][réf. non conforme] : 30 novembre 1994
  - États-Unis (Open Fire) : 3 janvier 1995

## Distribution
- Jeff Wincott (en) : Alec McNeil, le technicien des communications
- Patrick Kilpatrick : Stein Kruger, assassin de huit soldats
- Mimi Craven (de) : Lynne Tolbert
- Arthur Taxier (en) : Agent spécial Davis
- Marjorie Andrade (pt) : Belasco (Marjorie Cezar de Andrade)
- Lee de Broux (en) : Bob McNeil, le père de Alec
- Steph DuVall : Hicks, un mercenaire
- Bennet Guillory : Commandant Simpson
- Christopher Kriesa (de) : Agent officier CHP
- Leo Lee (en) : Nakata
- Bert Remsen : Walter le Garde
- Diane Robin (de) : Policière
- Susie Singer Carter (en) : Waitress
- Wesley Thompson : Agent Odell
- Paulo Tocha (de) : Psycho
- Jeff Ward : Jackson